# Kommunalwahlen in Kürten

Wappen von Kürten

Die Kommunalwahlen in Kürten finden alle fünf Jahre statt. Die kreiszugehörige Gemeinde Kürten zählt zum Rheinisch-Bergischen Kreis. 

## Geschichte
Im Mai 1994 gründete sich die Bürgervereinigung Bürger für Bürger Kürten (BfB) aus Protest gegen die Entscheidung, den Versorgungsvertrag mit dem Anbieter RWE nicht zu verlängern, sondern die BELKAW zu favorisieren. Der Name der als Verein eingetragenen Wählergemeinschaft wurde später in „Freie Wähler – BfB Kürten e. V.“ abgeändert. Bei der Kommunalwahl 2020 trat sie erstmals als FW Kürten an.
Bei den letzten fünf Kommunalwahlen wurde die CDU stets stärkste Fraktion.
Für den Gemeinderat von Kürten bewarben sich bei den Kommunalwahlen 2014 fünf Vereinigungen: CDU, BfB Kürten Freie Wähler (BfB), FDP, SPD und Grüne. Es gab 16 Wahlkreise.
Bei den Kommunalwahlen 2020 (die Wahlperiode 2014 bis 2020 war ausnahmsweise verlängert, um die Wahlperioden von Räten, Bürgermeistern und Landräten wieder zu koppeln) erhöhte sich die Sitzzahl im Gemeinderat von Kürten von 38 auf 42. Erstmals trat zusätzlich die AfD an, und die Wählergemeinschaft als FW Kürten (bisher BfB).

## Bürgermeister
Der amtierende Bürgermeister Ulrich Michael Iwanow (CDU) schied 2014 aus. Um die Nachfolge bewerben sich sechs Kandidaten: Marc Beer (CDU), Werner Conrad (Bürger für Bürger/Freie Wähler), Bernd Sassenhof (FDP), Werner Steffens (SPD), Lilly Braun (Grüne) sowie der freie Kandidat Willi Heider. Bei der Stichwahl am 15. Juni 2014 setzte sich dabei  Willi Heider mit einem Stimmenanteil von 61,2 % durch (erster Wahlgang: 21,0 %).
Bei der Wahl 2020 traten neben dem Amtsinhaber wieder Marc Beer (CDU), sowie Stefan Plag (SPD), Michelle Askari (Grüne und FDP) und der Einzelbewerber Klaus Engels an. Willi Heider konnte sich in der Stichwahl gegen Beer erneut durchsetzen, er erreichte 71,5 % (erster Wahlgang: 48,8 %).

## Wahlergebnisse

### Stimmenanteile
Ergebnisse der Gemeinderatswahl Kürten:
| Partei    | 2020   | 2014   | 2009   | 2004   | 1999   |
| --------- | ------ | ------ | ------ | ------ | ------ |
| CDU       | 38,9 % | 42,9 % | 38,2 % | 39,0 % | 42,9 % |
| SPD       | 13,9 % | 16,5 % | 14,0 % | 14,7 % | 16,7 % |
| B90/Grüne | 18,8 % | 10,1 % | 7,4 %  | 6,3 %  | 4,8 %  |
| FDP       | 11,0 & | 10,8 % | 14,6 % | 13,1 % | 11,9 % |
| Die Linke | –      | –      | 2,5 %  | –      | –      |
| AfD       | 2,2 %  | –      | –      | –      | –      |
| FW / BfB  | 15,3 % | 19,7 % | 22,8 % | 26,7 % | 23,8 % |

### Sitzverteilung
Die Sitzverteilung im Gemeinderat Kürten:
- SPD: 6
- Grüne: 8
- FW: 6
- FDP: 5
- CDU: 16
- AfD: 1

| Partei    | 2020 | 2014 | 2009 | 2004 | 1999 |
| --------- | ---- | ---- | ---- | ---- | ---- |
| CDU       | 16   | 16   | 13   | 13   | 18   |
| SPD       | 6    | 6    | 5    | 5    | 7    |
| B90/Grüne | 8    | 4    | 2    | 2    | 2    |
| FDP       | 5    | 4    | 5    | 5    | 5    |
| Die Linke | –    | –    | 1    | –    | –    |
| AfD       | 1    | –    | –    | –    | –    |
| FW / BfB  | 6    | 8    | 8    | 9    | 10   |